# 里奥斯 (奥伦塞省)
里奥斯，是西班牙加利西亚自治区奥伦塞省的一个市镇。总面积114平方公里，总人口2132人（2001年），人口密度19人/平方公里。